# Sunny von Bülow
Martha Sharp Crawford von Bülow (Manassas (Virginia), 1 september 1932 - New York, 6 december 2008) was een Amerikaanse erfgename en mediapersoonlijkheid. Ze stond beter bekend onder de naam Sunny von Bülow.
Ze stierf op 76-jarige leeftijd na 28 jaar lang in coma te hebben gelegen in een verpleeghuis in New York. De oorzaak van deze langdurige coma is even geheimzinnig als het leven van Von Bülow zelf; er wordt wel gedacht dat ze zelfmoord probeerde te plegen, maar ook wordt er gesproken van een overdosis drugs. Een andere verklaring is dat haar echtgenoot, Claus von Bülow, haar van het leven probeerde te beroven door haar een overdosis insuline toe te dienen. Er wordt ook gezegd dat Sunny zelf de insuline inspoot als een manier om af te vallen en haar gewicht onder controle te houden. 

## Jeugd
Sunny von Bülow was het enig kind van het echtpaar Crawford. Haar vader, George Crawford, was algemeen directeur van een groot Amerikaans gasbedrijf in Washington D.C. Toen Sunny 4 jaar oud was overleed haar vader onverwacht. Ze erfde als enig kind zijn totale vermogen van ruim 100 miljoen dollar. In haar jeugd werd Sunny als zeer teruggetrokken en zelfs autistisch bestempeld door haar omgeving. Op school haalde ze de hoogste cijfers, maar het ontbrak Sunny compleet aan sociale vaardigheden. Contact met anderen had ze nauwelijks, totdat ze in haar tienerjaren feestjes bezocht en veel met jongens en mannen werd gezien. 

## Levensloop
In 1957 trouwde ze met haar tennisleraar, Alfred Auersperg. Ze kregen twee kinderen. In 1965 volgde de scheiding. Bizar genoeg is Alfred Auersperg op gelijksoortige wijze als Sunny om het leven gekomen. In 1983 raakte hij in permanente coma na een ernstig auto-ongeluk en er werd pas in 1992 besloten de kunstmatige ademhaling bij hem te beëindigen. 
In juni 1966 trouwde ze met Claus von Bülow, een vertrouweling van oliemagnaat J.P. Getty en diens rechterhand. Het huwelijk leverde tal van spanningen op en juist in deze periode begon Sunny steeds zieker te worden. Suikerziekte begon zich steeds meer bij haar te openbaren en herhaaldelijk werd ze in het ziekenhuis opgenomen met tal van klachten. 

## De fatale avond
Op 21 december 1980 raakte Sunny von Bülow in een coma, die 28 jaar zou duren. Er werd bij haar thuis op die bewuste avond een kerstdiner georganiseerd. Sunny voelde zich niet lekker en toonde tekenen van verwardheid, waarbij ze niet meer uit haar woorden kon komen. Ze werd door haar familie in bed gelegd omdat ze steeds flauwviel en weer bijkwam. De volgende ochtend werd ze bewusteloos gevonden op de vloer van haar badkamer. 
Ze was in coma geraakt door een hersenbeschadiging. Hoe die is veroorzaakt is tot op de dag van vandaag niet opgehelderd. Claus von Bülow werd lange tijd als verdachte gezien, omdat hij in zijn huwelijk langere tijd problemen had met Sunny. Ook zou hij uit zijn op haar enorme vermogen. Na langslepende rechtszaken, die tot ver in de jaren tachtig en negentig hebben voortgeduurd, is de mysterieuze coma van Von Bülow nog altijd een raadsel. Claus von Bülow is nooit meer officieel in staat van beschuldiging gesteld.
Op 6 december 2008 werd geconstateerd dat Sunny von Bülow helemaal geen hersenactiviteit meer had en werd ze officieel dood verklaard.

## Verfilming
Het raadselachtige verhaal rond de Von Bülow-familie is verfilmd in Reversal of Fortune, een film met Jeremy Irons als Claus en Glenn Close als Sunny von Bülow.